# Musée d'art de Joliette
Le Musée d’art de Joliette (MAJ), inauguré en 1976, est une institution muséale d’art visuel située à Joliette dans la région de Lanaudière, au Québec. Sa collection comprend plus de 8 900 œuvres réparties en quatre axes : l’art canadien, l’art européen, l’art contemporain et l’archéologie. La mission du MAJ est d’acquérir, de conserver, de mettre en valeur et de diffuser des œuvres anciennes et contemporaines d'artistes québécois, canadiens et étrangers au moyen d’expositions et d’activités culturelles et éducatives.

## Histoire

### L'idée d'un musée à Joliette
C'est vers 1885 que naît à Joliette l'idée d'un musée. Elle prend forme au Séminaire de Joliette avec des « collections d'histoire naturelle » et un « musée de souvenirs et d'objets rares et curieux ».
Au Québec à cette époque, les collèges classiques deviennent, entre autres institutions, les foyers des premiers musées. Ils lient l'enseignement et le développement de la curiosité intellectuelle à l'accumulation et à la classification d'artefacts et de spécimens.
En 1925, le Musée compte pas moins de 10 000 objets. La présentation, tant spectaculaire qu'éducative, met en valeur les collections diverses : objets de curiosité, ossements, plantes, minéraux, pièces de monnaie, médailles et animaux naturalisés.

### Un musée d'art
Parallèlement au musée d'histoire et de sciences naturelles, l'idée, cette fois, d'un musée d'art au Séminaire de Joliette se concrétise en 1943. À l'initiative du père Wilfrid Corbeil (1893-1979), un comité se forme afin d'acquérir des œuvres. La mission de l'organisme est alors d'éduquer les élèves et de sensibiliser le public de la région de Joliette à l'art et à l'histoire de l'art canadien.
À cette époque, l'enseignement des arts plastiques prend plusieurs formes. Dès 1931, le Séminaire organise des expositions de travaux des élèves de son Studio de dessin et de peinture. À partir de 1942, il ajoute la présentation d'expositions publiques de peinture « vivante » d'artistes contemporains de « chez nous ».
Enseignement des arts plastiques, présentation d'expositions d'art contemporain et productions artistiques issues du séminaire de Joliette, tissent les bases de la collection du musée d'art.

### La genèse d'une collection
Le Séminaire de Joliette, une école fondée en 1847 par les clercs de Saint-Viateur est à l’origine du Musée d’art de Joliette. Dès 1931, le Séminaire établit sa vocation artistique exposant les travaux des élèves de son studio d’art.
À partir de 1942, le Séminaire présente des expositions publiques de peinture «vivante» d'artistes contemporains de «chez nous». La première d’entre elles, l’Exposition des maîtres de la peinture moderne, met en valeur des toiles d’artistes réputées tels que Paul-Émile Borduas, Marc-Aurèle Fortin, Louise Gadbois, John Lyman, Alfred Pellan et Goodridge Roberts. La couverture médiatique positive et le succès de l’événement encouragent les Clercs à se procurer plus d’œuvres et à organiser des expositions de manière récurrente.
C’est en 1943 que commence l’histoire du MAJ avec la fondation de la galerie d’art du Séminaire dirigé par le père Wilfrid Corbeil. Pour sensibiliser les élèves et la population à l’art canadien, l’homme de foi organisa une soirée-bénéfice où fut jouée une performance de Jean-François Regnard : Le légataire universel. À l’aide des fonds amassés, l’organisation établit un comité chargé d’acquérir et de diffuser des œuvres d’art visuel.
Dans les années suivantes, des dons, dont l’imposante collection personnelle de 400 œuvres du chanoine Wilfrid Antony Tisdell (1890-1975), obligent les clercs de Saint-Viateur à confier la gestion de la collection. En 1966, un comité laïc dirigé par le père Wilfrid Corbeil et Serge Joyal prendra le nom du Musée d’art de Joliette pour remplir cette responsabilité. 

### Le père Wilfrid Corbeil
La carrière religieuse de Wilfrid Corbeil est indissociable de sa passion pour l'art. Animateur culturel, fervent de théâtre et de musique, enseignant, collectionneur, peintre, architecte, restaurateur, le père Corbeil est un touche-à-tout passionné. En plus d'enseigner au Studio de dessin et de peinture, à partir de 1930, il organise des expositions des travaux d'élèves et, dès 1942, des expositions d'art contemporain. L'année suivante, il participe activement à la formation du premier comité d'acquisitions du Musée. En 1946, il fonde Le Retable, un regroupement d'artistes intéressés au renouveau de l'art sacré. Le développement de la collection du musée est intimement lié à son œuvre et à ses passions.
Le Père Corbeil naît à Saint-Lin-des-Laurentides, le 20 mars 1893. Il est ordonné prêtre en 1918 et meurt en 1979, à l'âge de 86 ans.

### Présence de l'art religieux européen, la collection Tisdell
En mai 1960, le père Wilfrid Corbeil écrit dans L'Action Populaire que quelques œuvres de la collection d'art religieux européen de l'abbé Wilfrid Tisdell sont déjà arrivées au Séminaire. Plus de 150 œuvres et objets d'art du Moyen Âge et de la Renaissance, ainsi que des meubles anciens et des copies de grands maîtres, viennent enrichir et modifier le visage de la collection.
Le «nouveau» musée d'art du Séminaire de Joliette, inauguré le 18 mai 1961, rend la collection de plus en plus accessible. Le don de l'abbé Tisdell permet au père Corbeil de poursuivre sa cause pour un art religieux actuel, prenant comme modèle «la sévère beauté d'un art qui fut le moyen d'expression des plus grands siècles de la foi chrétienne».

### Le chanoine Wilfrid Antony Tisdell
Wilfrid Antony Tisdell, né au Massachusetts en 1890, arrive à Joliette en 1915 pour faire des études de philosophie et de théologie. En 1920, il est ordonné prêtre par l'évêque de Joliette, Mgr Forbes. C'est à cette époque qu'il se lie d'amitié avec le père Wilfrid Corbeil. En 1922, l'abbé Tisdell devient vicaire, puis curé à Wichendon, Massachusetts, et ce, jusqu'en 1961.
Pendant ce temps, il s'occupe de l'Association des Anciens du Séminaire de Joliette de la Nouvelle Angleterre et constitue une imposante collection d'objets d'art. Voulant se départir de cette dernière, il choisit son alma mater, et le père Corbeil se charge de la mettre en valeur. En 1964, il est élevé au rang de chanoine d'honneur de la cathédrale de Joliette, consacrant ainsi les liens étroits qu'il a développés avec la région. Le chanoine Tisdell se retire à la résidence des Clercs de Saint-Viateur de Joliette, en 1971, où il meurt en 1975.

### Une corporation laïque prend en charge le musée
En 1967, une corporation autonome est créée pour le Musée d'art de Joliette. La formation d'un conseil d'administration laïque vise à assurer le développement de l'institution. Au cours des années 1960, des réformes socioculturelles importantes, suscitées par la Révolution tranquille, entraînent la désaffection des membres du clergé et des communautés religieuses. Leurs dirigeants cherchent des solutions au problème de la protection du patrimoine des églises et des paroisses.
Les collections d'art religieux de plus en plus importantes posent des problèmes d'entreposage et de conservation aux Clercs de Saint-Viateur, qui déménagent alors le musée au scolasticat, l'actuel Centre de réflexion chrétienne. La création de centres culturels dans le cadre du centenaire de la Confédération canadienne invite à penser à la construction d'un bâtiment autonome pour le Musée.

### À la défense du patrimoine religieux québécois
Le Concile Vatican II (1962-1965), qui propose un rapprochement de l'Église catholique avec les autres religions, modifie les pratiques religieuses. Afin de s'adapter aux réformes liturgiques, plusieurs églises se départent des objets de culte et des œuvres décoratives qu'elles possèdent. Le Père Corbeil, qui avait milité en faveur du renouveau de l'art sacré au cours des années 1940 et 1950, se porte alors à la défense du patrimoine religieux et acquiert plusieurs œuvres pour le Musée.

### Un nouveau bâtiment accueille le dépôt des Clercs de Saint-Viateur

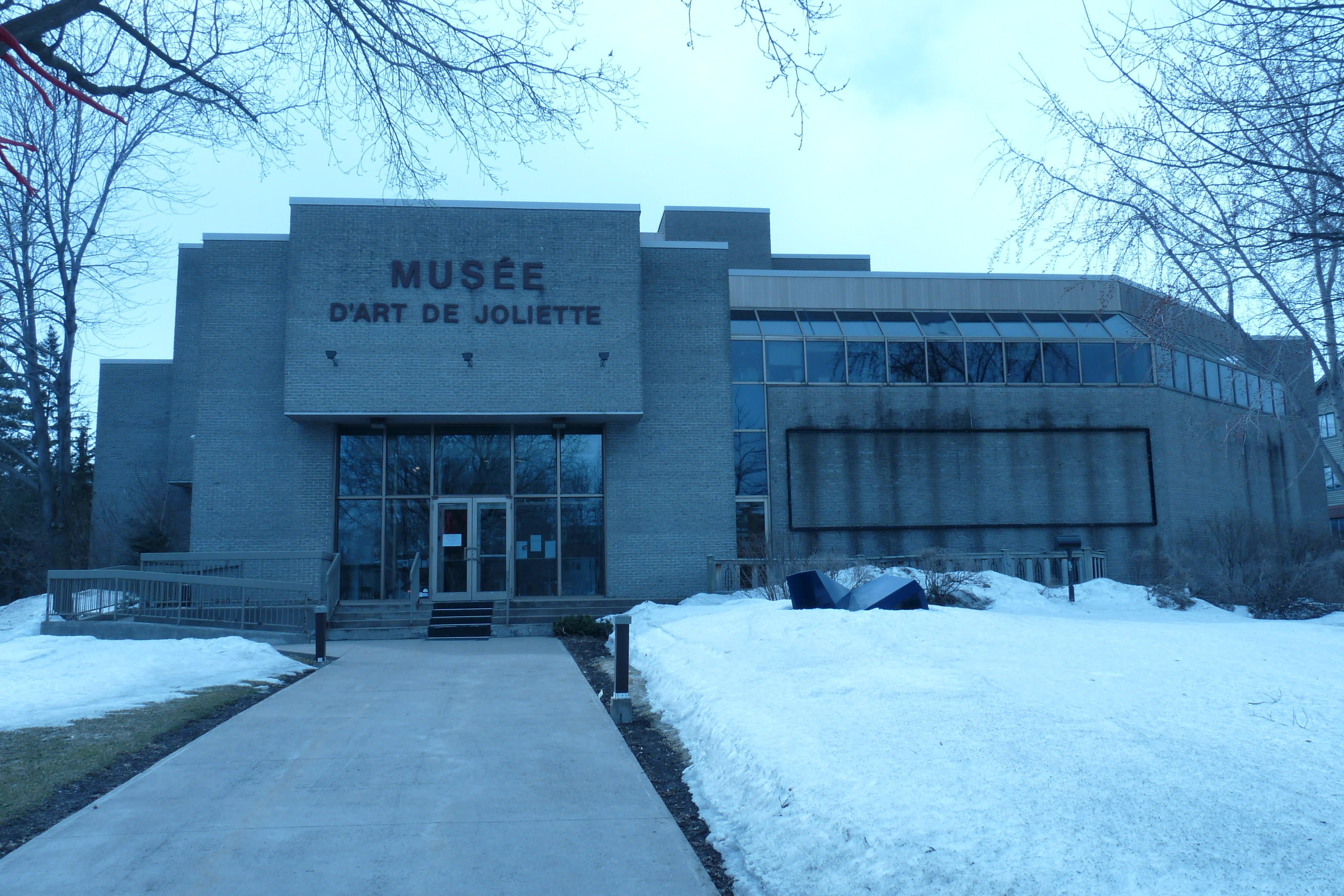
Musée d'art de Joliette en 2013

Au cours des années 1970, Wilfrid Corbeil réalise l'une de ses ambitions : la construction du Musée d'art de Joliette qu'il conçoit et dont il supervise les travaux. Les plans de la nouvelle construction, dessinés par Jacques et Julien Perreault, et signés par Jean Dubeau, ont été réalisés à partir d’une maquette conçue par le père Corbeil lui-même. S’inspirant des travaux de Le Corbusier, le père Corbeil a choisi de créer, pour abriter la collection du Musée, un bâtiment de style international aux formes épurées qu’il qualifiait d’« abstraction architecturale ».
Ce rêve devenu réalité était conditionnel au dépôt, pour 99 ans, de la collection des Clercs de Saint-Viateur. Ainsi, en décembre 1975, la corporation accueille les collections du Séminaire de Joliette, et les collections Tisdell et Corbeil. Le nouveau musée ouvre ses portes au public le 25 janvier 1976.
En possession de plus de 700 œuvres, le musée se dote d'un équipement qui lui permet une visibilité accrue.
Après le décès du père Corbeil, en 1979, la direction de l'institution est assurée par des laïcs, qui poursuivent la mise en valeur de la collection et le travail de prospection qu'offrent les expositions temporaires d'artistes contemporains.

### Le Musée grandit
Depuis 1977, la Loi fédérale de retours fiscaux pour les dons d'œuvres d'art a entraîné une expansion des dons au Musée, qui a ainsi enrichi sa collection. L'intérêt des donateurs a été croissant, comme le démontre le don, en 1995, de la collection d'art contemporain de maître Maurice Forget, évaluée à plus de 1,1 million de dollars. La collection du Musée a grandi, en s'ouvrant à l'art religieux européen et québécois, de même qu'à l'art européen ancien, sans toutefois oublier les principes qui ont inspiré sa fondation.
Le musée a subi une rénovation en 1984 pour se conformer aux normes de conservation des musées. Il a également été agrandi en 1992 en vue d’offrir de nouveaux services culturels et d’augmenter sa capacité de diffusion. 

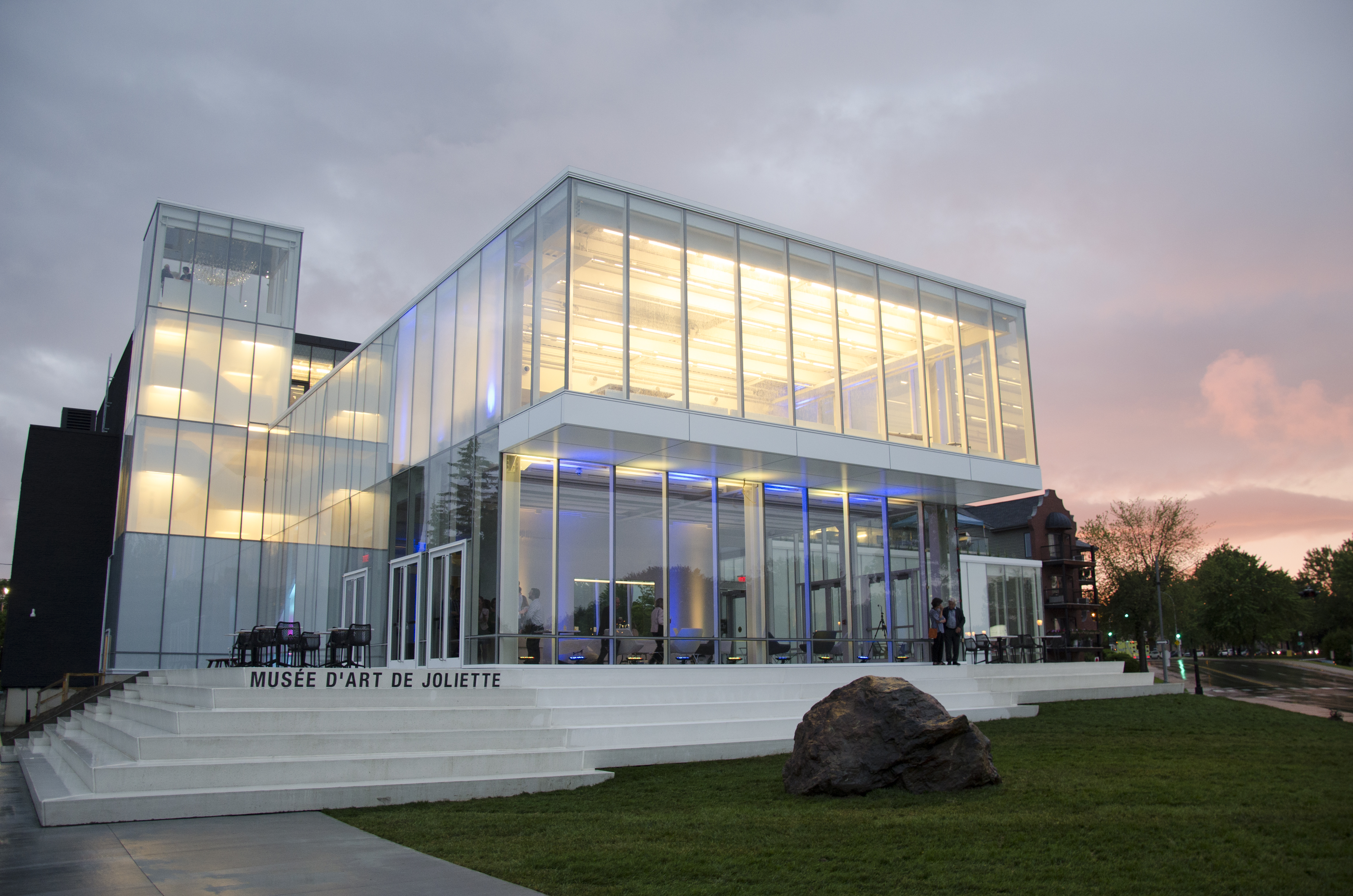
Musée d'art de Joliette en 2015

En 2015, des travaux majeurs changent l’image du musée du tout au tout. La nouvelle architecture du bâtiment lui confère un aspect plus ouvert et invitant pour la collectivité. Le plan prévoit la dématérialisation de ses façades, le prolongement de son pavillon d’entrée vers la rivière L’Assomption et l'aménagement d'aires de détente. Les espaces ouverts mettent en lumière cette intention, invitant l’éclairage naturel, facilitant l’accès aux groupes. Les espaces de travail à aires ouvertes encouragent la créativité dans les locaux administratifs.
Le père Wilfrid Corbeil avait imaginé un musée qui puise aux sources des grandes traditions artistiques tout en favorisant l'art actuel. Le musée d'aujourd'hui poursuit ce rêve.

## Direction
- 1967-1976 : Wilfrid Corbeil
- 1976-1981 : Jacques Toupin
- 1981-1986 : Bernard Schaller
- 1987-1994 : Michel Perron
- 1994-2005 : France Gascon
- 2006-2012 : Gaëtane Verna
- 2012-2016 : Annie Gauthier
- 2016-2023 : Jean-François Bélisle
- 2023-... : Annie Gauthier[8]

## Collection
Doté de huit salles d'exposition, le MAJ abrite de riches collections de peintures, de sculptures, d'estampes, de photographies et d'autres précieuses pièces du XIIe siècle à nos jours. L'art québécois, canadien, américain, européen et un important corpus d'art contemporain international sont les jalons de la collection au moyen desquels sont développées les expositions permanentes et temporaires ainsi que de nombreuses activités pédagogiques destinées à des publics de tous les âges. Depuis le début, l'un des axes de collectionnement du Musée s'articule autour de figures majeures de la scène artistique internationale, telles qu'Alighiero Boetti, Arman, Joseph Beuys, William Klein, Eadweard Muybridge, Auguste Rodin, Niki de Saint Phalle, Kiki Smith et Antoni Tàpies.

### Art sacré
L'art sacré est l'un des plus prestigieux volets de la collection du musée. Il couvre la période du Moyen Âge au XXIe siècle et renferme certaines œuvres européennes datant même du XIIe siècle. Une telle collection est exceptionnelle et unique en son genre. Une présentation mêlant sculptures, tableaux, orfèvrerie et mobilier religieux met en parallèle les œuvres d'artistes européens et québécois.

### Art canadien
La collection du Musée offre une vision complète de l'art québécois et canadien couvrant un vaste champ de disciplines artistiques, de la
peinture à la sculpture, en passant par la photographie, l'installation et les nouveaux médias. On y retrouve de nombreuses œuvres d'artistes canadiens parmi les plus représentés dans les institutions muséales, notamment celles de Dominique Blain, Paul-Émile Borduas, Geneviève Cadieux, Emily Carr, Marc-Aurèle Fortin, Adrien Hébert, Alfred Laliberté, Alice Nolin, Jean-Paul Riopelle, Gabor Szilasi, Henry Wanton Jones, Michael Snow et Claude Tousignant.

### Art européen
Depuis le début, l'un des axes d’acquisition du Musée s'articule autour de figures majeures de la scène artistique européenne, telles qu'Alighiero Boetti, Joseph Beuys, Eadweard Muybridge, Auguste Rodin, Niki de Saint Phalle, et Antoni Tàpies. Dès 1950, le père Wilfrid Corbeil des clercs de St-Viateur voyage en France et en Italie où il ajouta à sa collection un chapiteau en marbre des Pyrénées datant du XIIe siècle. De nombreux dons privés, dont celui du chanoine Wilfrid Anthony Tisdell de près de 200 œuvres européennes, s’ajoutent à cette collection représentative de l’art religieux européen.

### Art contemporain
Avec sa première exposition dirigée par le père Wilfrid Corbeil, Exposition des maîtres de la peinture moderne, le Séminaire de
Joliette démontrait déjà son ouverture au renouvellement de l’art. Par ailleurs, 35 % des œuvres de la collection actuelle du MAJ ont été réalisées après 1950. Elle comprend principalement des œuvres d’artistes québécois, dont celles des illustres Guido Molinari, Alfred Pellan et Armand Vaillancourt, mais aussi des œuvres d’artistes internationaux de Niki de Saint Phalle, Arman, Zao Wou-Ki, Antoni Tàpies, Joseph Beuys, Diane Arbus, Kiki Smith et Alighiero Boetti.

### Archéologie
Vers les années 1885, le Séminaire de Joliette entame une collection d'histoire naturelle et fonde un musée de souvenirs et d'objets
rares et curieux. Cette collection atteignit, en 1925, 10 000 spécimens dont des objets de curiosité, ossements, plantes, minéraux, monnaies, médailles, animaux naturalisés. En 1957, le Séminaire doit se départir de cette collection à cause d’un incendie. Seules certaines pièces ayant une valeur historique et artistique sont remises aux MAJ dont quelques figurines d’argile de la Perse antique, de terres cuites étrusques, d’une statuette romaine en marbre et divers objets utilitaires. Par la suite, plusieurs pièces antiques
d’Europe et d’Asie offertes au Musée par M. Serge Joyal, le chanoine Wilfrid Tisdell et le père Paul Quesnel c.s.v., s’ajouteront à la collection.

## Éducation

### Programme éducatif
Le MAJ organise des activités éducatives destinées aux groupes scolaires, qui comprennent des visites guidées et des ateliers de création. Des visites commentées et des conférences sur l'histoire de l'art sont en outre proposées à tous les publics, en plus de la formation destinée aux guides bénévoles.

## Expositions
La production d'expositions itinérantes assure au Musée une diffusion et un rayonnement de niveau national et international. Depuis de nombreuses années, le Musée a entre autres mis en circulation les expositions de Jérôme Fortin, Clara Gutsche, Raymonde April et Serge Murphy, qui ont voyagé au Canada, en Europe et en Asie.

### Listes des expositions
- Les siècles de l’image – du 26 mai 2003 au 31 décembre 2012.
- Written on the land – du 12 février 2006 au 16 avril 2006
- Question d’échelle – du 12 février 2006 au 16 avril 2006
- Côte à côte – du 11 juin 2006 au 31 décembre 2006
- Un seul arbre – du15 octobre 2006 au 14 janvier 2007
- Totem : La messe américaine – du 21 janvier 2007 au 22 janvier 2007
- Transgression d’un genre – du 21 janvier 2007 au 29 avril 2007
- La nature du travail – du 21 janvier 2007 au 22 avril 2007
- H.A.C. (L’histoire de l’artiste contemporain) – du13 mai 2007 au 2 septembre 2007
- Portraits séquentiels – du 20 mai 2007 au 2 septembre 2007
- L’intuition du photographe – du 20 mai 2007 au 2 septembre 2007
- Une vision à perte de vue – du 23 septembre 2007 au 30 décembre 2007
- Effroyable beauté – du 23 septembre 2007 au 6 janvier 2008
- Quatre questions autour du décoratif dans l’art québécois – du 23 septembre 2007 au 6 janvier 2008
- La magie d’un décor 1870-1960 – du 25 novembre 2007 au 13 janvier 2008
- Observance – du 27 janvier 2008 au 20 avril 2008
- L’antre des délices – du 10 février 2008 au 27 avril 2008
- Fernsehturm – du 11 mai 2008 au 24 août 2008
- La période classique 1950-1975 – du 11 mai au 31 août 2008
- A dance for those of us whose hearts have turned ice/Album III – du 25 mai 2008 au 31 août 2008
- Calumny/surrounded in tears/something going on above my head – du 25 mai au 31 août 2008
- Les saisons Sullivans – du 25 mai 2008 au 31 août 2008
- Posez vos pauvres culs là – du 21 septembre 2009 au 21 juin 2009
- Terrier – du 21 septembre 2008 au 4 janvier 2009
- Les défibrilateurs – du 21 septembre 2008 au 4 janvier 2009
- Les déversements – du 1er février 2009 au 3 mai 2009
- Feux d’hiver – du 1er février 2009 au 26 avril 2009
- Lettre sur les aveugles à l’usage de ceux qui voient – du 1er février 2009 au 10 mai 2009
- Temps de glace – du 1er février 2009 au 26 avril 2009
- Ensemble réticulaires – du 24 mai 2009 au 23 août 2009
- Gabor Szilasi. L’éloquence au quotidien – du 24 mai 2009 au 30 août 2009
- Cloche – du 4 juillet 2009 au 2 août 2009
- Le monde à l’envers – du 3 septembre au 3 janvier 2010
- Les portes du paradis (d’après Stockhausen) – du 25 octobre 2009 au 30 décembre 2009
- Le MAJ reçoit Wayupwaydown – du 31 janvier 2010 au 28 août 2010
- Beaux rêves, dures vérités – du 31 janvier 2010 au 2 mai 2010
- Tous les avions de chasse du monde – du 31 janvier 2010 au 2 mai 2010
- Éloge de l’évanescence : L’espace, le temps et l’image du quotidien – du 31 janvier 2010 au 2 mai 2010
- La conquête d’un espace 1900-1965 – du 23 mai 2010 au 29 août 2010
- 16 artistes de la collection du MAJ – du 23 mai 2010 au 2 janvier 2011
- Amalgat. Danse, tradition et autres spiritualités – du 30 mai 2010 au 29 août 2010
- L’ombre d’un doute – du 19 septembre 2010 au 2 janvier 2011
- Utopie/dystopie – du 19 septembre 2010 au 2 janvier 2011
- Les amants de Beaubourg – du 26 septembre 2010 – 9 janvier 2011
- Être au monde – du 26 septembre 2010 au 9 janvier 2011
- Les peintres français et la tradition néerlandaise – du 23 janvier 2011 au 1er mai 2011
- Le portrait de la collection du MAJ – du 23 janvier 2011 au 4 septembre 2011
- Avec les voix de l’autre – du 30 janvier 2011 au 1er mai 2011
- Cabinet – du 30 janvier 2011 au 4 septembre 2011
- Mémoire tangible – du 22 mai 2011 au 4 septembre 2011
- Le langage de l’araignée – du 29 mai 2011 au 4 septembre 2011
- Les cendres de Pasolini – du 18 septembre 2011 au 29 avril 2012
- Petites chroniques des violences ordinaires – du 18 septembre 2011 au 8 janvier 2012
- La jetée – du 25 septembre au 29 avril 2012
- Les désastres de la guerre et les caprices – du 25 septembre 2011 au 31 décembre 2011
- Les misères et les malheurs de la guerre – du 20 septembre 2011 au 31 décembre 2011
- Pour la suite des choses – du 29 janvier 2012 au 29 avril 2012
- Collage – du 27 mai 2012 au 26 août 2012
- Entre la soie et l’encre – du 27 mai 2012 au 16 août 2012
- Jacques Hurtubise – du 3 juin 2012 au 2 septembre 2012
- Apian Screen – du 3 juin 2012 au 30 décembre 2012
- Les faux-semblants – du 28 septembre 2012 au 30 décembre 2012
- MSM – du 28 septembre 2012 au 30 décembre 2012
- Groupes des quinze – du 28 septembre 2012 au 30 décembre 2012
- Lapincyclope – du 5 octobre 2013 au 22 décembre 2013
- Le jour et la nuit. Programme Vidéo – du 22 février 2014 au 27 avril 2014
- Andrée-Anne Dupuis-Bourret. Les structures cristalloïdes – du 15 juin 2018 au 22 décembre 2015
- Les îles réunies – du 22 septembre 2015 à aujourd'hui (exposition permanente du Musée d'art de Joliette)
- Marcel Barbeau. Vibrato – du 14 octobre 2017 au 7 janvier 2018, puis au Centre d’exposition Raymond-Lasnier, à Trois-Rivières, du 27 janvier au 25 mars 2018
- Adad Hannah. Reflets et réflexions – du 14 octobre 2017 au 7 janvier 2018
- Cynthia Girard-Renard. Nos maîtres les fous – du 7 octobre 2017 au 7 janvier 2018
- L'image en soi, en collaboration avec Vidéographe – du 14 octobre 2017 au 7 janvier 2018
- Les apparitions – du 30 septembre 2017 au 21 janvier 2018
- Lyn Carter. 11e Rang (Exposition produite par le Textile Museum of Canada, Toronto) – du 3 février au 6 mai 2018
- Jacynthe Carrier. PAYSAGE : Faire le jour – du 3 février au 6 mai 2018
- Jean McEwen. Perceptions – du 3 février au 6 mai 2018
- Autodidacte. L'art naïf dans les collections du MAJ – du 3 février au 6 mai 2018
- Le Musée s'expose. Regards sur les collections du MAJ – du 24 février au 13 mai 2018, Maison de la culture Claude-Léveillée, Montréal
- Shannon Bool (en). La forme d'Obus – du 9 juin au 9 septembre 2018
- Kapwani Kiwanga. Rayon de soleil au coin du feu – du 9 juin au 9 septembre 2018
- Monika Grzymala (de). Raumzeichnung (bulle) – du 9 juin au 9 septembre 2018
- Jean-Pierre Gauthier. Les générateurs stochastiques – du 9 juin au 9 septembre 2018
- Mathieu Gaudet. Parages – du 9 mai au 23 septembre 2018
- De la rue au Musée. Cinq jeunes de la rue dévoilent leur Joliette en photo - du 20 au 24 septembre 2018
- Holgate, Jackson et MacDonald - du 6 octobre 2018 au 6 janvier 2019
- Groupe Épopée. La réapparition de Sheri Pranteau – du 6 octobre 2018 au 6 janvier 2019
- Sheena Hoszko. 35 + prisons au Québec – du 6 octobre 2018 au 6 janvier 2019
- Leisure. Comment on devient ce que l’on est – du 6 octobre 2018 au 6 janvier 2019
- Mat Chivers. Migrations – du 6 octobre 2018 au 6 janvier 2019
- Voix – du 2 février au 5 mai 2019
- Je suis chantier – du 2 février au 28 avril 2019
- Adam Kinner. Suite canadienne, une démonstration – du 2 février au 5 mai 2019
- De tabac et de foin d’odeur. Là où sont nos rêves – du 2 février au 5 mai 2019
- James Wilson Morrice. Une collection offerte par A.K. Prakash à la nation – du 2 février au 5 mai 2019
- De matrice, d’encre et de papier – du 8 juin au 8 septembre 2019
- Christi Belcourt et Isaac Murdoch. Soulèvement : la force de la Terre Mère – du 8 juin au 8 septembre 2019
- Jin-me Yoon. Temporalités depuis l’ailleurs – du 8 juin au 8 septembre 2019
- Louise Robert. Peinture et poésie – du 5 octobre 2019 au 5 janvier 2020
- Véronique Malo. Les paysages entre nos corps – du 5 octobre 2019 au 5 janvier 2020
- Jean-Paul Jérôme. Les abstractions lyriques – du 5 octobre 2019 au 5 janvier 2020
- Marina Gadonneix. Phénomènes – du 28 septembre 2019  au 5 janvier 2020
- Patrick Coutu. L’attraction du paysage – du 5 octobre 2019 au 5 janvier 2020
- Modèles au féminin – du 1er février au 20 août 2020
- Chloë Lum et Yannick Desranleau. Les trésors sont des espoirs calcifiés capturant lumière et poussière – du 1er février au 2 août 2020
- Monique Régimbald-Zeiber. Les ouvrages et les heures – du 1er février au 6 septembre 2020
- Maude Bernier Chabot, Brie Ruais, Elizabeth Zvonar. Images rémanentes – du 1er février au 6 septembre 2020
- Au nom de la matière. Le musée imaginaire de Louise Warren – du 15 août 2020 au 10 janvier 2021
- Matières brutes – du 3 octobre 2020 au 23 mai 2021
- Eruoma Awashish. Mackwisiwin – du 13 novembre 2020 au 13 novembre 2021
- Philippe Allard. Infiltrations – du 3 octobre au 18 avril 2021
- Joseph Tisiga. Quelqu’un que personne n’était… – du 3 octobre 2020 au 23 mai 2021
- Regards en dialogue : Hébert, Laliberté, Suzor-Côté et Fleming. La collection A.K. Prakash de sculptures historiques, un don au Musée d’art de Joliette – du 3 octobre 2020 au 23 mai 2021
- Guy Montpetit dans la collection du MAJ – du 14 mars au 23 mai 2021
- Chloé Desjardins – du 19 juin au 6 septembre 2021
- Martin Désilets. Les tableaux réunis – du 19 juin au 6 septembre 2021
- Carl Trahan – du 19 juin au 6 septembre 2021
- Salvifique – du 19 juin au 6 septembre 2021
- Normaliser. Les portraits – du 19 juin au 6 septembre 2021
- Souriez! Les émotions au travail – du 2 octobre 2021 au 9 janvier 2022
- ᓴᕐᖀᒋᐊᓪᓚᓂᖅ : ᐸᑎᒃᑎᒐᓕᐅᕐᓂᖅ ᓄᓇᕕᒻᒥ (2014-2019) | Sarqiigiallaniq : Patiktigaliurniq Nunavimmi (2014-2019) | Résurgence : L’estampe au Nunavik 2014-2019 – du 2 octobre 2021 au 9 janvier 2022
- Les Impatients. Constellation – du 2 octobre 2021 au 9 janvier 2022
- Vicky Sabourin. Ce que les lys odorants tentent de camoufler – du 2 octobre 2021 au 9 janvier 2022
- Stimuli – du 13 novembre 2021 au 20 février 2022
- Dessiller : s’ouvrir au hors-champ – du 5 février 2022 au 15 mai 2022
- DaveandJenn. Le chant de la forêt – du 5 février 2022 au 24 avril 2022
- Derek Liddington. Les arbres sanglotent, la montagne tranquille, les corps rouillent – du 5 février 2022 au 15 mai 2022
- Transposer. Voir autrement – du 26 février 2022 au 23 mai 2022
- Kevin Schmidt. Intercom – du 18 juin 2022 au 5 septembre 2022
- Samuel Roy-Bois. La vie est un outil comme un autre – du 18 juin 2022 au 5 septembre 2022
- Béatrice Balcou. Tenir le silence – du 18 juin 2022 au 11 septembre 2022
- Vicky Sabourin. Le lys de ta peau – du 18 juin 2022 au 11 septembre 2022
- Oubliés ! Scott, Brandtner, Eveleigh, Webber : revoir l’abstraction montréalaise des années 1940 – du 15 octobre 2022 au 15 janvier 2023
- Faye HeavyShield. Clan – du 15 octobre 2022 au 15 janvier 2023
- Rita Letendre. Tableaux tumultueux – du 15 octobre 2022 au 15 janvier 2023
- Les Impatients. En marge et en vie – du 1er octobre 2022 au 8 janvier 2023
- Femmes modernes – du 25 septembre 2022 au 8 janvier 2023
- Mirwatisiwin [La guérison] – du 15 octobre 2022 au 6 septembre 2024